# Simon the Sorcerer 4: Chaos Happens
Simon the Sorcerer 4: Chaos Happens is het vierde spel uit de Simon the Sorcerer-spelserie. Het werd ontwikkeld door Silver Style en in 2007 gedistribueerd door RTL Enterprises. Het spel is enkel ontwikkeld voor Microsoft Windows.

## Verhaal
Simon is terug in zijn eigen leefwereld. Zijn kleine broer slaat hem met een afstandsbediening waardoor Simon buiten bewustzijn is. Daar krijgt hij een visioen over Alix. Zij is de kleindochter van Calypso op wie Simon een oogje heeft. Alix zegt dat het magische koninkrijk in gevaar is.
Wanneer Simon terug bij bewustzijn is, gebruikt hij onmiddellijk de magische kleerkast om terug te keren naar de magische wereld. Simon vertelt Alix over zijn visioen, maar zij heeft geen enkel idee waarover hij het heeft. Verder lijkt Alix ietwat gehersenspoeld te zijn en denkt ze effectief een relatie te hebben met Simon. Ze vindt hem echter maar een saaie piet en wil hem dumpen.
Simon gaat verder op zoek en kan het koninkrijk redden van de dreigende ramp die hij in zijn visioen had.